# Habitants des Landes
Habitants des Landes, ou habitants des Landes montés sur des échasses,  est une peinture à l'huile sur toile de 32 × 46 centimètres réalisée par Jean-Louis Gintrac. Cette scène de genre est acquise en 1830 par la municipalité de Bordeaux et est conservée au musée des Beaux-Arts de Bordeaux.